# Premier festival international de rock
Le Premier festival international de rock est un événement musical qui a lieu au Palais des sports de Paris, le 24 février 1961.
Little Tony, Emile Ford & The Checkmates, Les Chaussettes noires, Frankie Jordan, Bobby Rydell et Johnny Hallyday sont à l'affiche.
Cette manifestation a un grand retentissement et lance véritablement le rock 'n' roll en France.

## Contexte et organisation du festival
En ce début des années 1960, à l'exception du Golf Drouot - « temple » de la première heure pour les faiseurs et les amateurs parisiens de rock 'n' roll - et de l'Alhambra, qui, à l'automne 1960, a programmé Johnny Hallyday pour trois semaines en vedette américaine de Raymond Devos - encore voulut-on, dès le premier soir, le supprimer du programme... il fallut l'intervention de l'humoriste pour que sa prestation soit maintenue - le Palais des sports de Paris fait office de précurseur en ouvrant ses portes à la première grande manifestation consacrée à cette musique décriée qui depuis déjà quelques années sévit aux États-Unis.
Le festival, à l'instigation de Claude Wolff - attaché de presse de Johnny Hallyday chez Vogue et agent en France, des chanteurs Little Tony et Emile Ford - est organisé par Roger de Mervelec, producteur et animateur de l'émission radiophonique Jazz dans la nuit sur France I. Daniel Filipacchi, pourtant son concurrent sur une autre radio et animateur vedette de l'émission Salut les copains, soutient le projet et au passage inscrit au programme Frankie Jordan dont il est, chez Decca, le directeur artistique.
La date du vendredi 24 février 1961 est retenue, avec une représentation en matinée et une seconde en soirée.

## « Jour J » (24 février 1961)
Le matin même, le président Charles de Gaulle inaugure le tout nouvel aéroport d'Orly. En conséquence de quoi, la télévision diffuse, le soir l'émission Variétés à Orly, tandis que le « tout Paris » se rend au Théâtre des Champs-Élysées, où est projeté le dernier film de Luchino Visconti, Rocco et ses frères, précédant la première du film La Nuit, en présence du réalisateur Michelangelo Antonioni et de ses interprètes Monica Vitti, Jeanne Moreau et Marcello Mastroianni.

### L'ambiance en coulisses
L'ordre de passage des intervenants est l'occasion d'un incident entre Les Chaussettes Noires et les autres protagonistes. Le groupe, qui en janvier a publié son premier disque et dont c'est ici la première prestation publique professionnelle, est qualifié d'« amateurs » par leurs confrères qui souhaitent qu'ils passent « en lever de rideau », ce que refusent Les Chaussettes Noires qui menacent de partir. Finalement, Little Tony, pour les deux représentations, entre le premier en scène, tandis que Johnny Hallyday, programmé en vedette, clôt le gala.

### La première représentation
Le public, essentiellement des collégiens et lycéens des arrondissements voisins, tout juste libérés des cours, débarque du métro vers seize heures. Une heure plus tard, le Palais des sports ouvre ses portes. La représentation, aussi enflammée qu'elle soit sur scène, se déroule sans incident et marque peu les esprits. La postérité ne la retient pas.

### Seconde séance
La foule qui s'amasse, vers dix-neuf heures, autour du Palais des sports, pour la représentation de vingt-et-une heures, est d'un autre acabit. « C'est celle, [...], qui habitent aux barrières, dans les quartiers ouvriers [...] Certains se passent d'ailleurs des services des transports parisiens pour se rendre Porte de Versailles [...] Ils se déplacent en bandes ». On les appelle les « blousons noirs », et ils sont souvent assimilés à des voyous. Il y a des incidents entre les groupes. Avec discrétion, les forces de l'ordre renforcent leurs effectifs. « Des blousons noirs repentis appointés par la préfecture », portant des brassards de presse, calment les esprits et encadrent les plus virulents jusqu'à l'entrée dans la salle. Tout s'apaise à peu près jusqu'aux environs de minuit.
À l'intérieur, plus de cinq mille spectateurs, dans une ambiance électrique et survoltée, se bousculent pour être au premier rang. Little Tony chante Talahassee Lassie de Freddy Cannon, et cède la place à Emile Ford & The Checkmates, qui se fendent de quatre titres, reprenant Blue Suede Shoes de Perkins, It's Now Or Never de Presley, Buena Sera de Prima et leur hit, Counting The Tears.
Les Chaussettes Noires font, d'entrée, une grosse impression avec leurs adaptations en français de Johnny B. Goode et Be-Bop-A-Lula, signées Claude Moine, alias Eddy Mitchell, le chanteur du groupe, qui arrache son nœud papillon pour le jeter à la foule qui se déchaine, choquant au passage la presse : « un chanteur qui se dépoitraille sur scène ! ».
Sur Wondrous Place et Odile, Frankie Jordan se donne tel un dément. Lui succède Bobby Rydell, qui interprète son succès Wild One, et reprend Volare et When The Saints.
Enfin, Johnny Hallyday entre en scène, accompagné à la guitare par Jean-Pierre Martin, à la contrebasse par Alphonse Masselier et par Teddy Martin à la batterie.

### Le tour de chant de Johnny Hallyday
À son arrivée, la salle est déjà en pleine effervescence et, aussitôt, les fauteuils sont arrachés et jetés sur les côtés. Johnny Hallyday interprète neuf titres, déchainé, debout, un genou au sol, jetant sa veste, se roulant par terre, malmenant sa guitare... tandis que le devant de la scène se divise entre danses et bagarres. Lorsque Johnny, couvert de sueur, salue le public, la police intervient et les incidents commencent avec les blousons noirs. Ils se poursuivront au dehors...

#### L'incident avec Richard Anthony
Initialement, Richard Anthony doit être au programme, mais la presse, commentant l'événement à venir, transforme l'affaire en un affrontement entre les deux grandes vedettes du moment et leurs publics. Richard Anthony préfère alors déclarer forfait, alléguant dans le quotidien Paris-Jour : « qu'il avait ce même jour un gala à Lyon signé depuis longtemps ». Richard Anthony est pourtant présent au Palais des sports de Paris, mais en tant que spectateur. Tandis qu'Hallyday achève sa prestation, des fans d'Anthony le soulèvent et le hissent sur la scène, d'où il est expulsé manu militari par le service d'ordre. Cela n'a duré que quelques secondes et Johnny ne s'est aperçu de rien. Mais l'incident n'échappe ni à la presse, ni au public et sur le devant de la scène, les bagarres redoublent alors d'intensité, cette fois entre les supporters d'Anthony et ceux d'Hallyday. À Music Hall, dans un entretien, quelques jours plus tard, Richard Anthony, commente l'incident : « [...] J'ai demandé qu'on retire mon nom des affiches. On a dit que je me dégonflais. Pour montrer que c'était faux, je suis allé en spectateur au festival, et mon orchestre, prévenu, m'attendait dans les coulisses. Quand des admirateurs m'ont monté sur scène, j'étais prêt à chanter. Mais on avait coupé les micros [...] De toute façon je ne regrette pas de ne pas avoir participé à ce festival [...] Dans le fond, je suis plus un chanteur de rythme qu'un chanteur de rock ».

## L'après-représentation: incidents et arrestations
Tandis que le plus grand nombre des spectateurs quitte la salle, des bandes de « rockers » restent sur place et les bagarres (commencées à l'intérieur), se poursuivent aux alentours du Palais des sports, où les premières dégradations commencent. La police intervient, et il s'ensuit une traque aux « voyous » à travers les rues du 15e arrondissement. Ceux-ci s'engouffrant dans la station de métro Porte de Versailles, dévastent au passage portes, vitres et distributeurs automatiques, avant d'envahir les rames de métro en direction de la porte de la Chapelle. Le vandalisme se poursuit et trois rames successives sont mises à mal, avant que le trafic ne soit interrompu. 
Malgré les incidents, les violences et les interpellations (Quarante neuf personnes sont arrêtées par la police), largement dénoncés dans la presse, l'impact de l'événement est tel qu'il lance véritablement le rock 'n' roll en France.

## Diffusions et commentaires dans les médias
- Nota, source pour l'ensemble de la section (sauf mentions spéciales)[21] :

Le lendemain matin, les radios commentent allègrement l'évènement et les dégradations qui l'ont suivi. On dénonce les prestations de Johnny Hallyday qui provoquent l'hystérie. Sur la RTF, l'unique chaîne de télévision, on ne diffuse pas une image, pas même au journal télévisé. Au cinéma, les actualités Gaumont proposent quelques extraits ; il n'en est pas de même chez Éclair qui ignore l'évènement.
Dans la presse écrite, Paris-jour évoque également l'hystérie collective déclenchée par Hallyday : « (...) Quand il se mit à genoux et qu'il se roula dans les fils des micros, (...), toute la salle était debout et les agents de police faillirent, cette fois, perdre leur calme. Il s'en fallut de peu. Pourtant il n'y eut ni mort ni blessé. Charmante jeunesse ! » Modérant son propos, il souligne aussi : « Johnny Hallyday apparaît comme le grand vainqueur de la soirée, à l'issue du second show ».
France-soir s'attarde sur les dégâts et les 49 arrestations qui s'ensuivirent : « Graine de violence au Palais des sports, cinq mille fanatiques déchainés pour le Festival de rock'n'roll. »
« On ne pensait pas que c'était possible en France ... Fanatisme et hystérie au premier Festival de Rock'n'roll ... En un rien de temps la salle s'est transformée en arène ... Dix projecteurs traversaient mal la fumée des cigarettes, si bien qu'on préféra tenir la salle allumée ... Ce n'étaient que hurlements, bras levés, piétinements ... Le désordre dans la salle est sauvage. Il faut dire que Frankie Jordan joue du piano avec les pieds, tel Jerry Lee Lewis ... Au piano, Jordan se déchaîne et la police se rue dans la salle. Ça commence à cogner ... Et, quand enfin, Johnny Hallyday viendra se rouler sur le podium, (...), on aura l'impression que la foule ovationne son Dominguin », écrit dans son no 91, du 1er mars, la Discographie française.
Dans le no 507 de L'Express, du 2 mars, Michèle Manceaux écrit que sur les 5 000 spectateurs, deux tiers étaient des garçons. Plus loin, elle évoque Les Chaussettes Noires : « Cinq garçon menés par un rouquin, coiffé de crans vaporeux à la Clara Bow, se secouent de face et de dos. Le rouquin agite aussi ses bras, mais les autres manient des objets extra-plats couverts de strass, les guitares à rock. Ils braquent sur la foule, comme une mitraillette, le long manche de cet objet hideusement moderne. » La journaliste termine son article par cette citation : « Un photographe, en s'en allant, soupire : Quand je vois ça et quand je vois Mein Kampf, j'ai aussi peur. »
Le 4 mars, le no 621 de Paris Match révèle que Johnny Hallyday fut surveillé par soixante-sept agents de police.
Le même jour, en Grande-Bretagne, le Melody Maker, parle de l'émeute qui a embrasé Paris au Festival de rock'n'roll : « Riots flare up at Paris rock'n'roll festival ! »
Jours de France, dans son no 330 du 11 mars, sous la plume de Marcel Mithois, évoque « deux heures d'apocalypse » et conclut : « si son ramage ressemble à son jeu de jambes, Johnny Hallyday ira loin ».
Les incidents sont unanimement mis en avant. En avril, la revue Music Hall publie un article de Janine Eries : « à l'arrivée des Chaussettes Noires, les spectateurs ont essayé de déborder le service d'ordre, pour pouvoir se rapprocher de leurs idoles ... Au moment où Frankie Jordan interprète Tu parles trop, ils déboulonnent cinquante rangées de fauteuils et des bagarres éclatent partout. Les agents de police partent comme des commandos rapides dans tous les coins du Palais des sports. Et quand arrive Johnny, l'atmosphère atteint son summum : Maintenant, ils sont tous debout, (...), les agents empoignent, bousculent, frappent ».
Quelques jours après le festival, il est encore question de Johnny Hallyday à l'Assemblée Nationale, où un député souhaite faire interdire ces rassemblements hystériques.
En 1963, le cinéaste François Reichenbach réalise un court métrage sur l'événement : À la mémoire du Rock, avec des séquences consacrées à Johnny Hallyday et aux Chaussettes Noires (certains plans sont issus du second festival). 

## Captations
Le dimanche 26 avril 1961, Roger de Mervelec diffuse des extraits du récital dans son émission Jazz dans la nuit, sur France 1. 
- À l'époque, seul le tour de chant de Johnny Hallyday fait l'objet d'une diffusion sur vinyle. Le disque sort le 5 avril 1961 : Johnny Hallyday et ses fans au festival de Rock'n'Roll.
- 51 ans plus tard, sort le double CD Festival Mondial de Rock'n'Roll 1961, issu des enregistrements radiophoniques diffusés sur France 1[23].

## Les deux autres festivals de rock au Palais des sports de Paris

### Deuxième festival: 18 juin 1961
Toujours au Palais des sports, a lieu le 18 juin, un deuxième festival de rock 'n' roll. Le groupe Les Chaussettes Noires est, cette fois, programmé en vedette. Danny Boy, Les Chats Sauvages et Richard Anthony sont au programme. Richard Anthony, pas plus chanceux que lors du premier festival, reçoit une bouteille au visage et est contraint d'interrompre son tour de chant au bout de quelques minutes.

### Troisième et dernier festival
Cet ultime festival a lieu le 18 novembre 1961, au programme : Nicole Paquin, Les Champions, Danny Boy, Dick Rivers et ses Chats Sauvages. L'Anglais Vince Taylor, prévu en vedette, devant l'ambiance survoltée et violente du public, ne peut monter sur scène, ce qui le laisse dépité ; la salle est détruite, les fauteuils démontés et la police tente de calmer le jeu...